# U-717
Unterseeboot 717 foi um submarino alemão do Tipo VIIC, pertencente a Kriegsmarine que atuou durante a Segunda Guerra Mundial.

## Comandantes
| Comandante                            | Data                                   |
| ------------------------------------- | -------------------------------------- |
| Oblt. Siegfried Rothkirch und Panthen | 19 de maio de 1943 - 2 de maio de 1945 |

## Subordinação
Durante o seu tempo de serviço, esteve subordinado às seguintes flotilhas:
| Período                                        | Flotilha                                      |
| ---------------------------------------------- | --------------------------------------------- |
| 19 de maio de 1943 - 31 de julho de 1944       | 5. Unterseebootsflottille (treinamento)       |
| 1 de agosto de 1943 - 31 de julho de 1944      | 22. Unterseebootsflottille (submarino escola) |
| 1 de agosto de 1944 - 1 de outubro de 1944     | 8. Unterseebootsflottille (serviço ativo)     |
| 1 de outubro de 1944 - 15 de fevereiro de 1945 | 8. Unterseebootsflottille (treinamento)       |
| 16 de fevereiro de 1945 - 2 de maio de 1945    | 5. Unterseebootsflottille (treinamento)       |